# Eremophila dichroantha
Eremophila dichroantha är en flenörtsväxtart som beskrevs av Friedrich Ludwig Diels. Eremophila dichroantha ingår i släktet Eremophila och familjen flenörtsväxter. Inga underarter finns listade i Catalogue of Life.